# Taeniophyllum tenerrimum
Taeniophyllum tenerrimum är en orkidéart som beskrevs av Johannes Jacobus Smith. Taeniophyllum tenerrimum ingår i släktet Taeniophyllum och familjen orkidéer. Inga underarter finns listade i Catalogue of Life.